# أبراج خراقان
أبراج خاراقان وهي أضرحة بني الأول في عام 1067 م وبني الثاني في عام 1093 م، وموقع البرجان في السهول في شمال إيران في قزوين ويبلغ طول هياكل الطوب حوالي 15 مترا وعرضها 4 أمتار، وتم استخدام أساليب الهندسة المعمارية فيهما بشكل كبير وداخل الضريح يوجد مصباح ونقوش.
وكلا البرجان تضررا بشكل كبير من جراء زلزال وقع في المنطقة في عام 2002م. وكان البرجين في حالة جيدة قبل الزلزال، مما يشير إلى إن الزلزال من أقوى الزلازل في المنطقة منذ 900 سنة.
هذه الأبراج هي أمثلة متبقية للهندسة المعمارية التي كانت موجودة خلال العصر السلجوقي في بلاد فارس في العصور الوسطى. شيدت في عهد السلطان ألب أرسلان. و ينسب الدكتور صموئيل ستيرن القبر الأول إلى انه ضريحاً لذكرى بيك تركماني اسمه أبو سعيد بيجار سعد.

## الأوصاف
يظهر بالنقش الكوفي للنص القرآني على الجدران الخارجية لكلا البرجين ، موزعة بشكلا مماثلا على الجوانب والدعامات ، وتظهر الآيات 21-23 من سورة الحشر ﴿لَوْ أَنْزَلْنَا هَذَا الْقُرْآنَ عَلَى جَبَلٍ لَرَأَيْتَهُ خَاشِعًا مُتَصَدِّعًا مِنْ خَشْيَةِ اللَّهِ وَتِلْكَ الْأَمْثَالُ نَضْرِبُهَا لِلنَّاسِ لَعَلَّهُمْ يَتَفَكَّرُونَ ۝٢١ هُوَ اللَّهُ الَّذِي لَا إِلَهَ إِلَّا هُوَ عَالِمُ الْغَيْبِ وَالشَّهَادَةِ هُوَ الرَّحْمَنُ الرَّحِيمُ ۝٢٢ هُوَ اللَّهُ الَّذِي لَا إِلَهَ إِلَّا هُوَ الْمَلِكُ الْقُدُّوسُ السَّلَامُ الْمُؤْمِنُ الْمُهَيْمِنُ الْعَزِيزُ الْجَبَّارُ الْمُتَكَبِّرُ سُبْحَانَ اللَّهِ عَمَّا يُشْرِكُونَ ۝٢٣﴾ [الحشر:21–23]، يمكن التعرف عليها على الرغم من الأضرار التي لحقت بالدعامات. ويؤكد صموئيل ستيرن أن هذه السور هي اختيار غير معتاد للأضرحة، لكنه يشير إلى الآيات السابقة على أنها أكثر ملاءمة، ويمكن التعرف على أجزاء من النقوش فوق باب البرج الغربي على أنها سورة المؤمنون، ﴿أَفَحَسِبْتُمْ أَنَّمَا خَلَقْنَاكُمْ عَبَثًا وَأَنَّكُمْ إِلَيْنَا لَا تُرْجَعُونَ ۝١١٥﴾ [المؤمنون:115].

## القرن ال 21
تضرر كلا البرجين بشكل كبير بسبب زلزال بوئين زهرا عام 2002. لقد كانوا في حالة جيدة قبل وقوع الحدث ، مما يشير إلى أنه كان أحد أقوى الزلازل في المنطقة منذ ما يقرب من 900 عام.